# Xavier Albertini
Xavier Albertini est un avocat et homme politique français. Il est député de la 1re circonscription de la Marne depuis 2022.

## Biographie
Xavier Albertini, né le 28 janvier 1970 à Royan (Charente-Maritime), avocat d'affaires de profession, entre en politique en 1995, en tant qu'assistant parlementaire de Jean-Claude Étienne.
Initialement membre du RPR, il devient un élu de la ville de Reims en 2001 avec Jean-Louis Schneiter. En 2014 il est le second adjoint du maire de Reims, Arnaud Robinet, chargé de la sécurité, de l'événementiel, du bien vivre, des élections et des cultes. Il conserve cette fonction à la réélection du maire en 2020 jusqu'à son élection en juin 2022 au mandat de député. La loi sur le non-cumul des mandats interdisant à un parlementaire de faire partie de l'exécutif d'une collectivité territoriale.
Conseiller régional de 2010 à 2021, il est élu pour la Marne et devient vice-président de la région Grand Est en 2016, chargé de la stratégie et de la prospective.
Il rejoint le parti Horizons dès sa création en 2021.
Le 19 juin 2022, il est élu député de la première circonscription de la Marne, succédant à Valérie Beauvais.
Le 9 juin 2024, le président de la République Emmanuel Macron dissout l'Assemblée nationale. À la suite d'une campagne de trois semaines, il est réélu le 7 juillet 2024.

## Synthèse des résultats électoraux
| Année | Parti | Parti     | Circonscription | 1er tour | 1er tour | 1er tour | 2d tour | 2d tour | 2d tour |
| Année | Parti | Parti     | Circonscription | Voix     | %        | Rang     | Voix    | %       | Issue   |
| ----- | ----- | --------- | --------------- | -------- | -------- | -------- | ------- | ------- | ------- |
| 2022  |       | HOR (ENS) | 1re de la Marne | 9 120    | 28,51    | 1er      | 15 897  | 55,91   | Élu     |
| 2024  |       | HOR (ENS) | 1re de la Marne | 16 058   | 33,84    | 2e       | 27 419  | 60,15   | Élu     |